# Randall Arauz
Randall Arauz é um ambientalista que trabalha na Costa Rica. Ele recebeu o Prémio Ambiental Goldman em 2010 pelos seus esforços na proteção dos tubarões e proibição da indústria de barbatanas de tubarão. Arauz também recebeu o Prémio Gotemburgo para o Desenvolvimento Sustentável em 2010, compartilhado com Ken Sherman.